# لا إسترادا (بونتيفيدرا)
بلدية لا إسترادا (بالإسبانية: La Estrada) هي بلدية تقع في مقاطعة بونتيفيدرا التابعة لمنطقة غاليسيا شمال غرب إسبانيا.

## الديموغرافيا
يبلغ عدد سكان بلدية لا إسترادا 21.759 نسمة عام 2011 (وفقاً للمعهد الوطني للإحصاء الإسباني).
| 22.492 | 22.331 | 22.125 | 22.102 | 21.908 | 21.880 | 21.759 |

## توأمة
للا إسترادا (بونتيفيدرا) اتفاقيات توأمة مع:
- ألمونتي